# Papilio euchenor
Papilio euchenor là một loài bướm thuộc họ Papilionidae. Nó được tìm thấy ở Papua New Guinea, Celebes, Sumatra and various surrounding islands.
Sải cánh dài 100–130 mm.

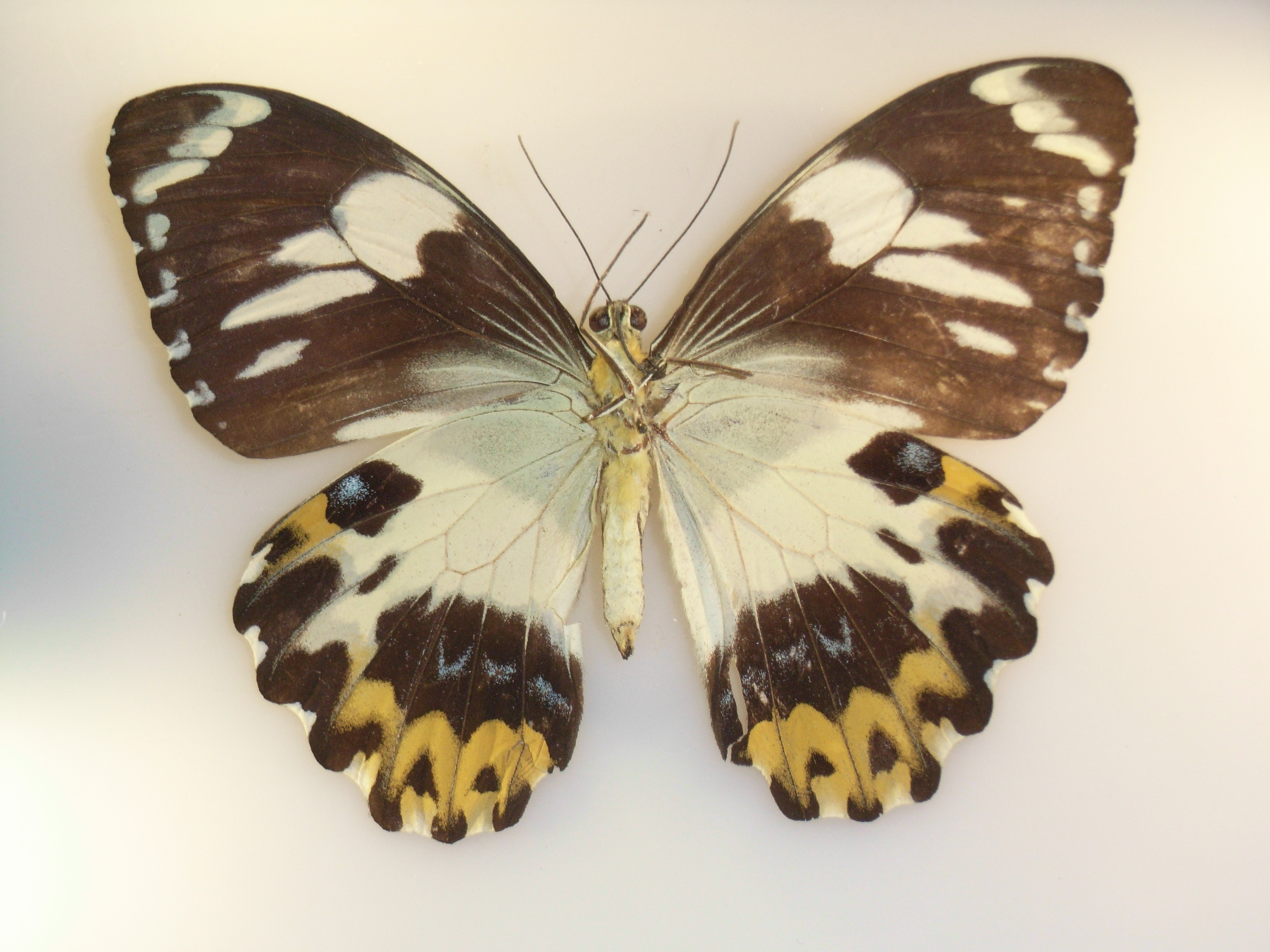
Papilio euchenor sudestensis

Ấu trùng ăn Evodia và có thể also Citrus species.

## Phụ loài
- Papilio euchenor euchenor (West Irian to Papua, Waigeu, Dampier)
- Papilio euchenor godarti Montrouzier, 1856 (D'Entrecasteaux, Woodlark)
- Papilio euchenor eutropius Janson, 1886 (Jobi)
- Papilio euchenor obsolescens Rothschild, 1895 (Aru)
- Papilio euchenor depilis Rothschild, 1895 (New Britain, Duke of York Group)
- Papilio euchenor naucles Rothschild, 1908 (Kai Islands)
- Papilio euchenor misolensis Rothschild, 1908 (Misool Islands)
- Papilio euchenor comma Joicey & Noakes, 1915 (Biak)
- Papilio euchenor rosselanus Rothschild, 1908 (Rossel Islands)
- Papilio euchenor sudestensis Rothschild, 1908 (Sudest Island)
- Papilio euchenor misimanus Rothschild, 1898 (Misima Island)
- Papilio euchenor novohibernicus Rothschild, 1896 (New Ireland)
- Papilio euchenor neohannoveranus Rothschild, 1898 (New Hanover Island)
- Papilio euchenor subcoerulea Rothschild, 1915 (Dampier Island)